# Неутрален офицер
Неутрален офицер е нелегална организация създадена през октомври 1945 година от група щабни офицери начело с ген. Иван Константинов Попов. Поставя си за цел свалянето на новата власт на ОФ и възстановяването на предишния режим в страната. Макар че влиза в контакт с лидерите на някои от опозиционните партии, организацията не успява да разгърне своята дейност. Разкрита е от органите на реда през 1946 година, а 27 от нейните участници са изправени пред съда и получават присъди с различен срок. Процесът „Неутрален офицер“ е използван и за разправа с опозицията. Нейният лидер Никола Петков е обвинен като организатор на опит за военен преврат и това дава основание за произнесената смъртна присъда срещу него.